# Nierodzim (gromada)
Nierodzim – dawna gromada, czyli najmniejsza jednostka podziału terytorialnego Polskiej Rzeczypospolitej Ludowej w latach 1954–1972.
Gromady, z gromadzkimi radami narodowymi (GRN) jako organami władzy najniższego stopnia na wsi, funkcjonowały od reformy reorganizującej administrację wiejską przeprowadzonej jesienią 1954 do momentu ich zniesienia z dniem 1 stycznia 1973, tym samym wypierając organizację gminną w latach 1954–1972.
Gromadę Nierodzim z siedzibą GRN w Nierodzimiu (obecnie w granicach Ustronia) utworzono – jako jedną z 8759 gromad na obszarze Polski – w powiecie cieszyńskim w woj. stalinogrodzkim, na mocy uchwały nr 16/54 WRN w Stalinogrodzie z dnia 5 października 1954. W skład jednostki weszły obszary dotychczasowych gromad Bładnice, Harbutowice i Nierodzim ze zniesionej gminy Skoczów oraz obszar dotychczasowej gromady Lipowiec ze zniesionej gminy Ustroń w tymże powiecie. Dla gromady ustalono 26 członków gromadzkiej rady narodowej.
20 grudnia 1956 województwo stalinogrodzkie przemianowano (z powrotem) na katowickie.
1 stycznia 1958 z gromady Nierodzim wyłączono obszar obrębu katastralnego Harbutowice, włączając go do gromady Skoczów w tymże powiecie.
Gromada przetrwała do końca 1972 roku, czyli do kolejnej reformy gminnej.